# Friedhof Grunewald-Forst
Der Berliner Friedhof Grunewald-Forst befindet sich im Jagen 135 des Grunewalds am Schildhornweg und gilt als einer der idyllischsten Friedhöfe Berlins. Er wird historisch bedingt auch „Friedhof der Namenlosen“ oder „Selbstmörderfriedhof“ genannt.

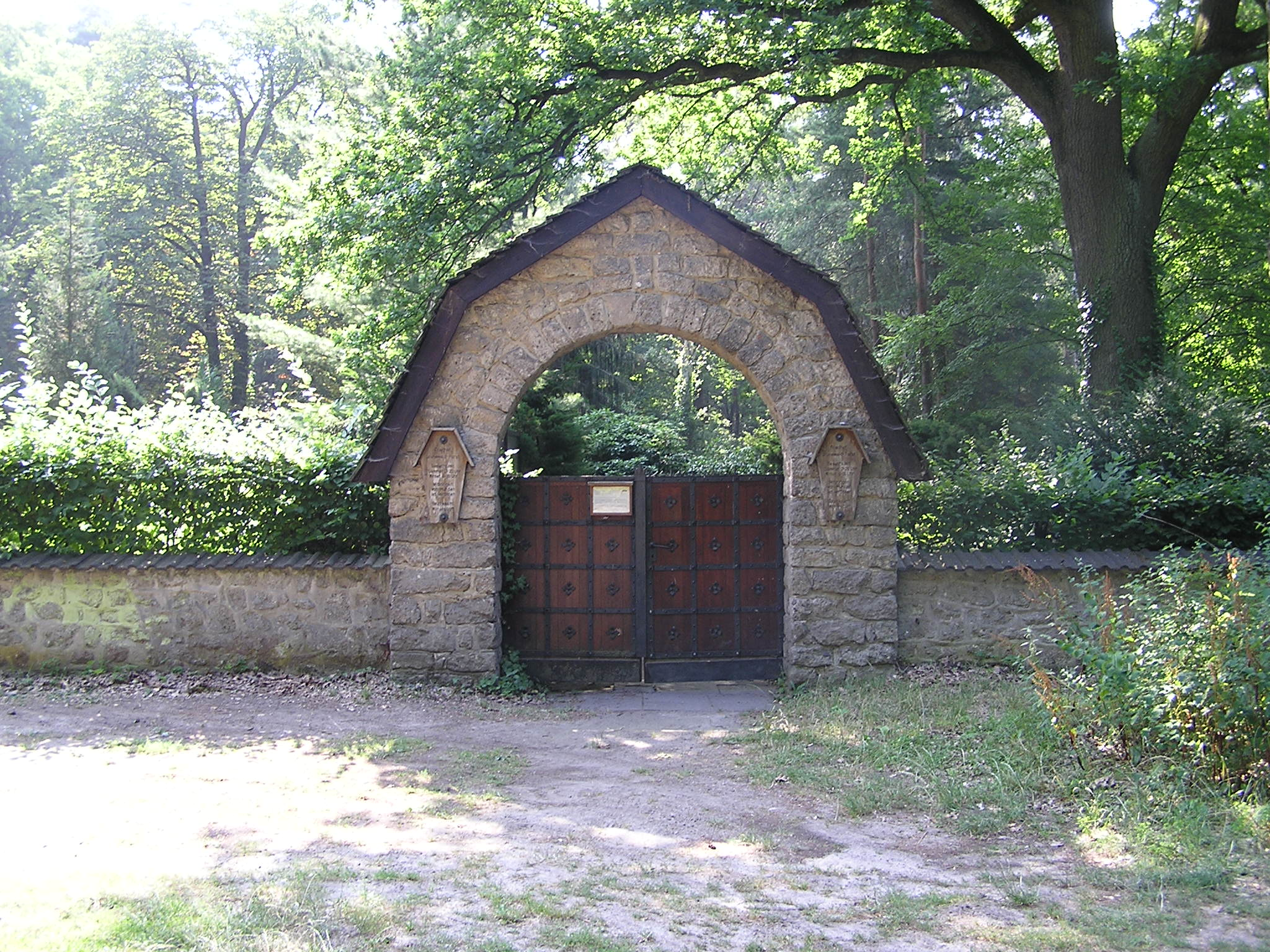
Eingangsportal des Friedhofes Grunewald-Forst

## Anlage als Selbstmörder-Friedhof

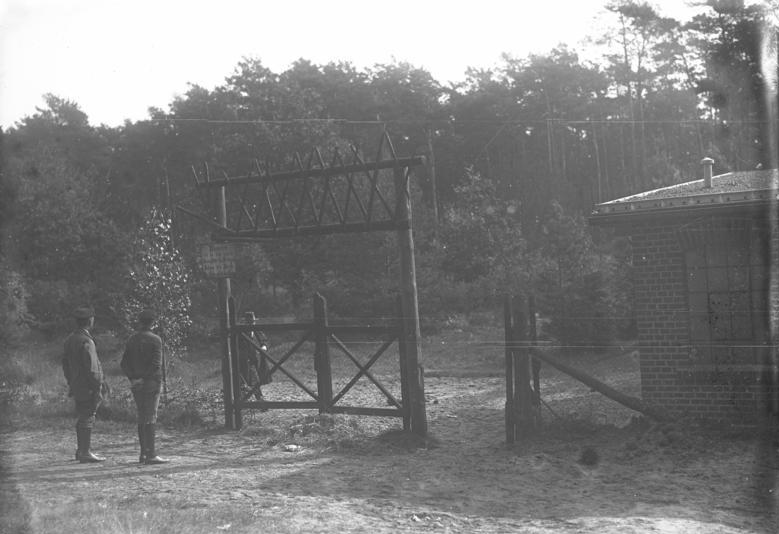
Eingang des Selbstmörder-Friedhofs

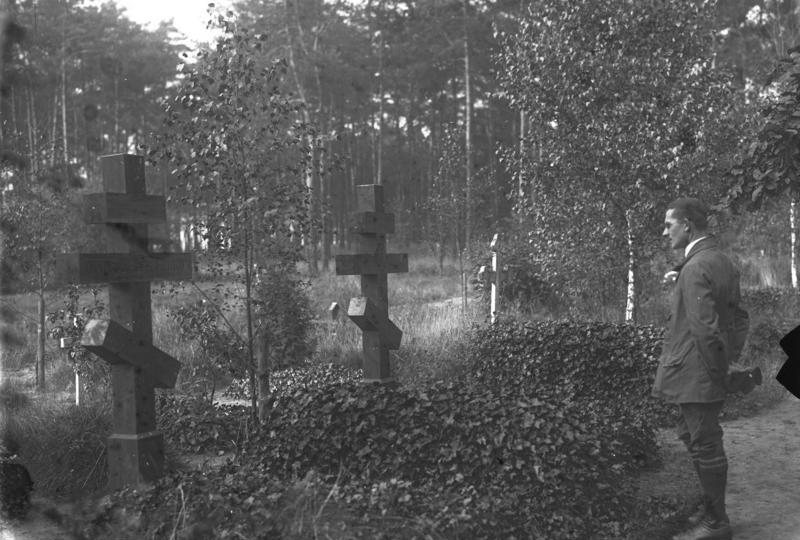
Gräber von Selbstmördern orthodoxen Glaubens

Die Havel macht unweit des Friedhofs einen Knick mit der Folge, dass hin und wieder Wasserleichen an dieser Stelle ans Ufer treiben. Unter den Ertrunkenen sind manchmal auch Suizidenten. Ihre Beerdigung war noch bis ins 19. Jahrhundert mit Schwierigkeiten verbunden, da die christlichen Kirchen Suizidenten als „Todsündern“ die Beerdigung auf ihren Friedhöfen verweigerten. An der Forstverwaltung des Grunewalds blieb also das Problem ihrer Bestattung hängen.
Sie beschloss 1878/79, die Toten nahe am Fundort an einer Waldlichtung zu bestatten. Vom 22. Januar 1900 stammt die älteste erhaltene Eintragung, die über die Beerdigung eines 22-jährigen Schlossergesellen berichtete. Das sprach sich herum und führte dazu, dass sich Angehörige von Suizidenten auch aus der weiteren Umgebung an den Oberförster wandten oder ihre Toten kurzerhand selbst im Wald begruben. Auch einige Selbstmörder, die ihrer Familie zu allem Kummer nicht auch noch den Ärger mit ungnädigen Friedhofsverwaltungen zumuten wollten, wählten daraufhin die Friedhofsnähe als Ort ihres Abschieds.
1911 wurde eine aus Backsteinen errichtete einfache Leichenhalle mit rechteckiger Grundfläche auf dem Gelände gebaut, die heute jedoch nicht mehr vorhanden ist. Zum Ende des Ersten Weltkriegs wurden hier auch Opfer des Krieges beerdigt, darunter Soldaten, Zivilisten und einige russische Kriegsgefangene. Die fünf hölzernen russischen Kreuze mit kyrillischen Inschriften erinnern an die Beerdigung von fünf zarentreuen Russen, die sich aus Kummer über den Sieg der Bolschewiki selbst getötet hatten und dann aus der Havel geborgen worden waren.

## Städtischer Friedhof

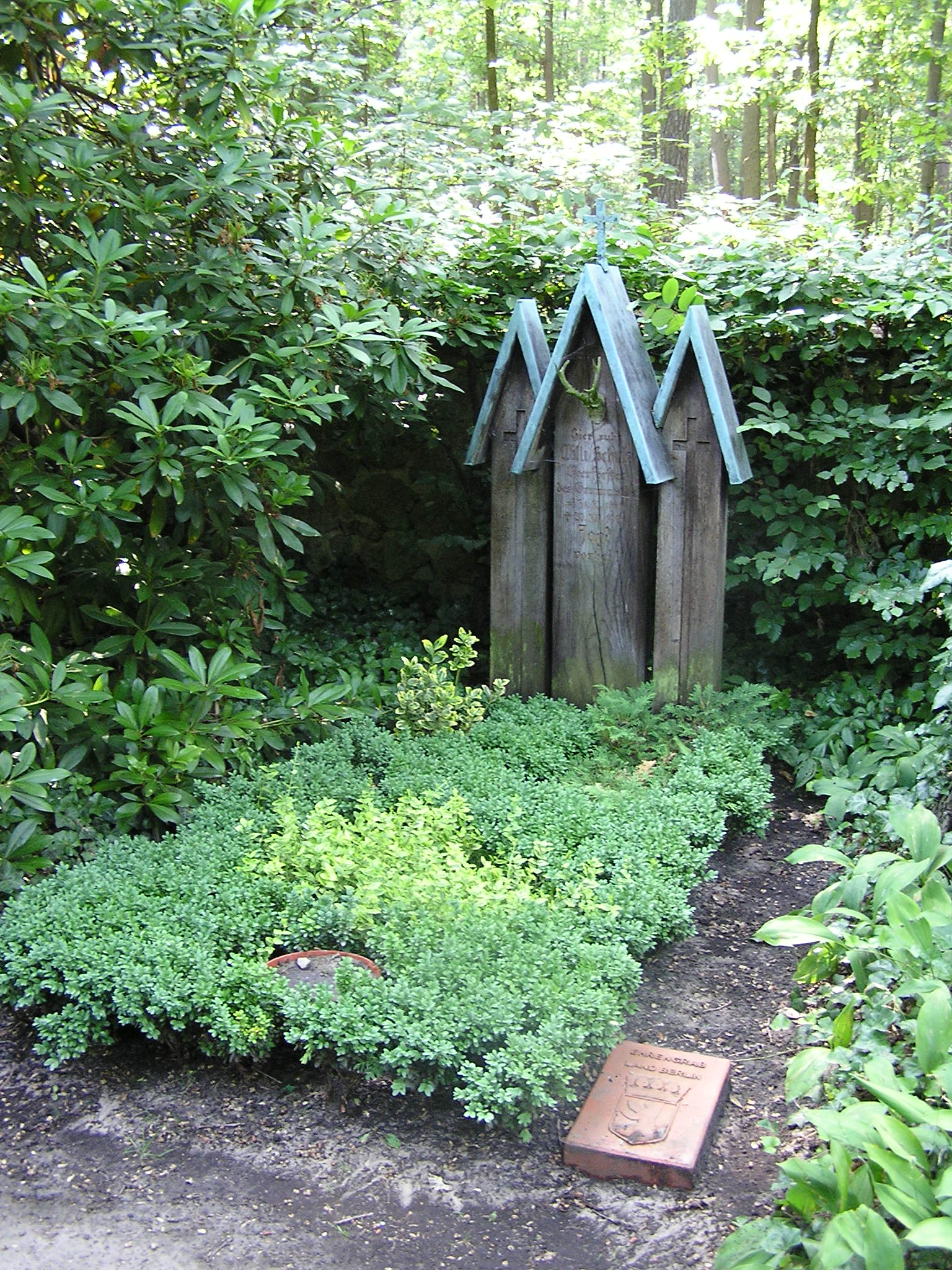
Grab des Oberförsters Willi Schulz

Nach der Bildung Groß-Berlins 1920 gehörte der Grunewald und damit auch der „wilde“ Begräbnisplatz der Stadt Berlin. Sie sorgte dafür, dass jeder Bezirk einen eigenen kirchenunabhängigen Friedhof betrieb. Auf diese Weise war das Problem der Leichenbestattung gelöst.
Der Friedhof Grunewald-Forst wurde noch bis 1927 als Selbstmörder-Friedhof genutzt. 1928/29 bekam er eine feste Mauer, die das 4980 m² große Areal eingrenzte, sowie ein steinernes Eingangstor mit Eisenflügeln, die von Richard Thieme angelegt wurden. Von diesem Zeitpunkt an wurde die Anlage gepflegt und auch für Nicht-Selbstmörder attraktiv gemacht.
Nach dem Ende des Zweiten Weltkriegs wurden Zivilisten, die noch in den letzten Kriegstagen 1945 ums Leben gekommen und provisorisch in Berliner Parks begraben worden waren, auf diesen Friedhof umgebettet. Sie liegen in über 60 Einzelgräbern und einem Sammelgrab auf dem Gelände.
Dem Berliner Gräberforscher Willi Wohlberedt, der sich wie kein Zweiter auf den 250 Friedhöfen im Berliner Raum auskannte, gefiel dieser versteckte Platz mit seinem Vogelgezwitscher am besten. Er ließ sich hier lange vor seinem Tod eine Grabstätte reservieren und belegt heute ein Grab. Das zweite ehemalige Ehrengrab des Friedhofs war dem Oberförster des Grunewalds, Willi Schulz (1881–1928), gewidmet. Weitere bekannte Persönlichkeiten sind der Schriftsteller Clemens Laar, der 1960 Suizid beging, sowie die Sängerin Nico, bekannt unter anderem durch ihr Wirken mit der Rockband The Velvet Underground.
Das Land Berlin beschloss im Jahr 2018, keine neuen Beerdigungen zuzulassen, der Friedhof wird damit frühestens 2038 entwidmet.

## Grabstätten bekannter Persönlichkeiten

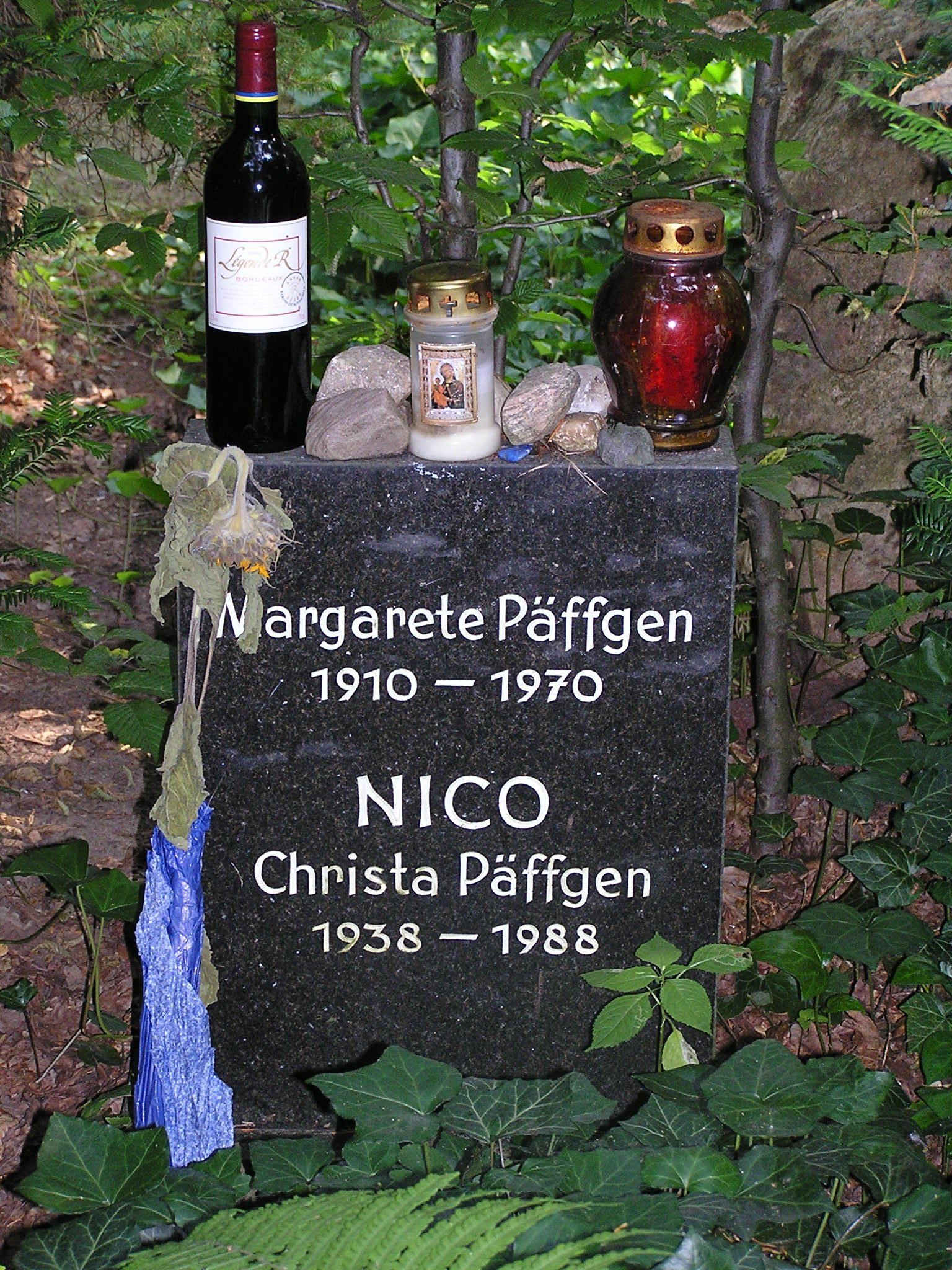
Grabmal von Nico und ihrer Mutter

- Minna Braun (1896–1922), Krankenschwester. Ihrem Scheintod 1919 folgte eine Wiederbelebung der alten Debatte zum Thema: „Wie vermeidet man es, lebendig begraben zu werden?“
- Götz Clarén (1928–1997), Rundfunksprecher, Synchronsprecher
- Horst Kudritzki (1911–1970), Komponist, Dirigent[2]
- Clemens Laar (1906–1960), Schriftsteller („… reitet für Deutschland“)
- Heinrich Eduard Linde-Walther (1868–1939), Maler, Kinderbuchillustrator
- Immanuel Meyer-Pyritz (1902–1974), Maler
- Nico (Christa Päffgen) (1938–1988), Fotomodell, Schauspielerin und Sängerin
- Harald Sawade (1914–1967), Schauspieler
- Willi Schulz (1881–1928), Oberförster im Grunewald
- Willi Wohlberedt (1878–1950), Heimatforscher

## Hinweis
- Der Friedhof ist nicht mit dem Friedhof Grunewald in Höhe des Halensees zu verwechseln, der für die Bewohner der Villenkolonie Grunewald angelegt wurde.